# Хайм Сутін
Хайм Сутін  (фр. Chaïm Soutine, їд. חײם סוטין; нар. 13 січня 1893, Сміловичі, Білорусь — пом. 9 серпня 1943, XVI Округ Парижа) — французький художник першої половини ХХ століття, за походженням єврей з Білорусі, представник Паризької школи.

## Життєпис. Ранні роки
Народився в селищі Сміловичі в підросійській тоді Білорусі, поблизу від Мінська. Походив з бідної єврейської родини, де був десятою дитиною з одинадцяти. Точних відомостей про день народження, ім'я батька не збережено.
Родина була побожною і хлопця, що часто малював, нещадно карали за зображення божого світу. Немилосердні релігійні настанови забороняли реальні зображення. В худорлявому підлітку ніхто не вбачав здібностей і не клопотався про підтримку чи подальший розвиток.

## Навчання
У 1907 році він втік з дому до Мінська, де слухав лекції про малюнок у Крегера, маловідомого місцевого маляра. Згодом Сутін перебрався до старої білоруської столиці — міста Вільно, де зробив спробу стати учнем Школи красних мистецтв. За легендою, він не пройшов іспити й у відчаї кинувся в ноги перед посадовцем, аби умовити того дати йому другий шанс. Його таки прийняли в Школу, де він тісно зійшовся з такими ж сільськими парубками — маргіналами. Його тогочасні друзі — Михайло Кікоін, Павло Кремень. Разом вони дістануться і Парижа, про який багато чули і де триматимуться разом, аби якось вижити без сторонньої підтримки.
З 1912—1913 рр. Сутін в Парижі. Він продовжив навчання в приватній майстерні Кормона, але практично нічого не взяв від академічної традиції. Перші твори Сутіна досить реалістичні, але більшу їх частину знищив сам художник, бо вважав їх невдалими. Уяву про них дає «Натюрморт з посудом і люлькою», 1914, Музей сучасного мистецтва, Труа.
Навчання триває з виснажливою працею вантажником. Решту часу прожив у відомому тепер Ла Руш («Вулику»), покинутому павільйоні, пристосованому під житла безпритульних і невизнаних митців. Серед тих, хто мешкав в «Вулику»:
- поет Еренбург Ілля Григорович (1891—1967)
- художники: Марк Шагал (1887—1985)
- Фернан Леже (1881—1955)
- Робер Делоне (1885—1941)
- скульптори: Архипенко Олександр Порфирович (1887—1964)
- Осип Цадкін (1890—1967)
- Константин Бринкуш (1876—1957)
- Амедео Модільяні (1884—1920).

## Поміч Модільяні і Зборовського
На провінціала-єврея з Російської імперії звернув увагу Модільяні і вони заприятелювали. Небагатий Модільяні підтримав Сутіна, який жебракував, матеріально, познайомив того з декількома поодинокими колекціонерами картин, що звернули увагу на невизнаних митців «Вулика». Серед знайомих цього часу — меценат Леопольд Зборовський, що давав Сутіну лише п'ять франків на полотна і фарби. Модільяні вивіз Сутіна на південь Франції, де вони працювали разом у містечках Ванс, Кань-сюр-Мер. За три роки Сутін створив близько 200 картин. Виробилася і художня манера митця, швидка, експресіоністична, з дратівливими фарбами, з елементами реалізму і деформацій. Тривожний настрій композицій Сутіна просяк і його пейзажі, і портрети, і натюрморти. Мистецтво Сутіна позбавлене радісних сторін життя навіть у зображеннях дітей. Низка його полотен — розбурхані вітром дерева, будиночки малих міст в хворобливих судомах, наче корчі знедолених людей, просякнуті болем натюрморти. Все це традиційні жанри, але з новим змістом отруєної горем свідомості художника.

## Перші ознаки визнання
Картини Сутіна побачив багатий американець Альберт Барнс, що десятками купував «солодкі» картини Ренуара. У контраст до творів пізнього Ренуара Барнсу сподобались і твори журливого Сутіна. Він купив близько 50 творів Сутіна за декілька тисяч. Ім'я Сутіна стає відомим, а частку його картин вдало продав і Леопольд Зборовський. Серед тих, хто мав картини Сутіна — актор Чарлі Чаплін і Пабло Пікассо, що придбав полотно «Париж вночі».
Модільяні вже помер і художника підтримали нові приятелі. Через 10 років бідкання в Парижі й виснажливої праці Сутін змінив житло, його навчили носити шовкові сорочки з запонками і манерам художника, що пізнав визнання і матеріальний успіх.

## Останні роки
Досить спокійними зовнішньо для митця були роки 1926—1929, але його тривожна художня манера не змінилася, як не змінилися і смаки. У 1929 році розпочалася економічна криза, що боляче вдарила по багатих і бідних. 1932 року помер меценат Леопольд Зборовський. Серед нових патронів митця — Марселін і Мадлен Кастен, що періодично забирав хворобливого художника до власної садиби поблизу міста Шартр. З художником познайомився історик мистецтва — Елі Фор (1873—1937), що напише першу монографію про творчість митця. У 1937 році французький державний музей Пті Пале показав виставку його творів. У 1940 році фашисти розпочали війну з Францією, окупували й Париж. Художник перебував за межами столиці, але у 1941 році наважився повернутися в окуповану столицю. Жах перед арештом і висиланням в концтабір як єврея спонукали до втечі з Парижу. Загострюється хвороба митця (виразка). Була потрібна операція і його везуть до … Парижа, де він помер від ускладнень давньої хвороби.
Поховання відбулося на цвинтарі Монпарнас.

## Вибрані твори
- «Натюрморт з посудом і люлькою», 1914, Музей сучасного мистецтва, Труа
- «Стіл з їжею», 1918, Музей Оранжері, Париж
- «Червоні гладіолуси», 1919, Музей Оранжері, Париж
- «Білий будинок», 1919, Музей Оранжері, Париж
- «Будинки на пагорбі», 1920, Музей Оранжері, Париж
- «Маленький кондитер», 1920, Фонд Барнса, Меріон біля Філадельфії, США
- «Жінка в червоній сукні», 1921, прив. збірка
- «Наречена», 1921, Музей Оранжері, Париж
- «Тушка кролика з обдертою шкірою», 1921, Музей Оранжері, Париж
- «Похилене вітром дерево», 1922, Музей Оранжері, Париж
- «Жінка в синій сукні», 1924, Міський музей сучасного мистецтва, Париж
- «Тушка індика і помідори. Натюрморт.», 1925, Музей Оранжері, Париж
- «Туша бика», 1925, Музей красних мистецтв, Гренобль
- «Туша бика і голова теляти», 1925, Музей Оранжері, Париж
- «Тушка кролика і залізний глек», натюрморт, 1925, Музей Оранжері, Париж
- «Хлопчик з хору католицького храму», 1926, Музей Оранжері, Париж
- «Камердинер», 1928, Музей Оранжері, Париж
- «Молода англійка в червоному», 1928, Музей Оранжері, Париж
- «Дерево у Венсі», 1929, прив. збірка
- «Шлях повз луки в передмісті Шартру», 1925, прив. збірка
- «Шартрський собор», 1932
- «Двійко дітей на дорозі», 1939, прив. збірка
- «Пейзаж з річкою», 1942, прив. збірка
- «Дві свиноматки», 1942, Міський музей сучасного мистецтва, Париж

## Хайм Сутін у мистецтві
Звернення в кінематографі: документальний фільм «Хайм Сутін. Жага кольору» (реж. Олег Лукашевича, 2014), персонаж Сутіна присутній у 3-й серії «Шалені модерністи». В художньому фільмі 2004-го року «Модільяні» режисера Міка Девіса роль Хайма виконав Стефан Римкус, а в однойменній театральній постановці Івано-Франківського національного академічного обласного музично-драматичного театру ім. Івана Франка режисера Ростислава Держипільського — актор Олексій Лейбюк.